# Caenoculis nhahoensis
Caenoculis nhahoensis är en dagsländeart som beskrevs av Tomáš Soldán 1986. Caenoculis nhahoensis ingår i släktet Caenoculis och familjen slamdagsländor. Inga underarter finns listade i Catalogue of Life.